# Alot
Alot é uma vila e uma nagar panchayat no distrito de Ratlam, no estado indiano de Madhya Pradesh.

## Geografia
Alot está localizada a 23° 46′ N, 75° 33′ L. Tem uma altitude média de 439 metros (1440 pés).

## Demografia
Segundo o censo de 2001, Alot tinha uma população de 21 522 habitantes. Os indivíduos do sexo masculino constituem 51% da população e os do sexo feminino 49%. Alot tem uma taxa de literacia de 63%, superior à média nacional de 59,5%; com 59% para o sexo masculino e 41% para o sexo feminino. 17% da população está abaixo dos 6 anos de idade.